# Stazione meteorologica di Tricarico
La stazione meteorologica di Tricarico è la stazione meteorologica di riferimento relativa alla località di Tricarico.

## Coordinate geografiche
La stazione meteorologica è situata nell'Italia meridionale, in Basilicata, in provincia di Matera, nel comune di Tricarico, a 698 metri s.l.m. e alle coordinate geografiche 40°37′N 16°09′E.

## Dati climatologici
Secondo i dati medi del trentennio 1961-1990, la temperatura media del mese più freddo, gennaio, si attesta a +4,9 °C, mentre quella del mese più caldo, agosto, è di +24,4 °C ; le temperature estreme invece sono -6,0 °C nei mesi di dicembre e gennaio e + 37,4 °C nel mese di agosto.
Con l'inverno 2012 le medie climatiche furono notevolmente rivoluzionate. A febbraio 2012 sono stati registrati picchi di -15°.
Nel febbraio 2012 una forte nevicata ha imbiancato Tricarico creando accumuli eolici nel centro storico del paese superanti i quattro metri e accumuli minimi di un metro e mezzo.
| Tricarico          | Mesi | Mesi | Mesi | Mesi | Mesi | Mesi | Mesi | Mesi | Mesi | Mesi | Mesi | Mesi | Stagioni | Stagioni | Stagioni | Stagioni | Anno |
| Tricarico          | Gen  | Feb  | Mar  | Apr  | Mag  | Giu  | Lug  | Ago  | Set  | Ott  | Nov  | Dic  | Inv      | Pri      | Est      | Aut      | Anno |
| ------------------ | ---- | ---- | ---- | ---- | ---- | ---- | ---- | ---- | ---- | ---- | ---- | ---- | -------- | -------- | -------- | -------- | ---- |
| T. max. media (°C) | 7,8  | 8,8  | 11,3 | 15,5 | 20,6 | 26,0 | 30,6 | 31,1 | 26,1 | 19,5 | 13,6 | 9,8  | 8,8      | 15,8     | 29,2     | 19,7     | 18,4 |
| T. min. media (°C) | 0,9  | 1,0  | 2,2  | 5,5  | 10,0 | 14,6 | 17,4 | 17,7 | 14,4 | 10,0 | 5,9  | 2,0  | 1,3      | 5,9      | 16,6     | 10,1     | 8,5  |